# Stari Sloveni - Verovanja i običaji
Stari Sloveni - verovanja i običaji je dokumentarni film iz 2010. godine autora Nikole Miloševića, koji govori o staroslovenskoj mitologiji, slovenskom panteonu i staroslovenskim mitskim bićima. Distributer filma je Delta Video.

## Sinopsis
„Stari Sloveni - Verovanja i običaji“ je film autora Nikole Miloševića. Film objašnjava šta je mitologija i šta za narod ona predstavlja. Govori o staroslovenskom panteonu i mitskim bićima. Razmatra problem vrhovnog boga kod Slovena. Govori o 
najpoznatijim slovenskim božanstvima poput Svetovida, Svaroga, Peruna, Dažboga, Velesa, Žive, Morane i Devane. Objašnjava običaje čija simbolika je vezana za slovenske bogove. Upoređuje osobine slovenskih božanstava sa hrišćanskim svetiteljima koji su donekle preuzeli funkcije nekih od slovenskih bogova. Razmatra narodnu religiju u kojoj su i danas živa mnoga verovanja o mitskim bićima, zadržanim još iz predhrišćanskog perioda. Priča o načinu funkcionisanja i razvoju narodne religije. Govori o mitskim bićima poput vila, besa, zmaja, ale, vampira, demona sudbine, demona bolesti i vodenjaka. Osvetljava sujeverja i običaje koji su praktikovani kako bi se ljudi zaštitili ili kako bi udovoljili ovim demonima. Objašnjava specifičnosti ovih demona, a samim tim o specifičnosti same slovenske mitologije i srpske narodne religije.
Film je sniman u periodu od jula 2009. godine do početka maja 2010. godine.
Slovenski panteon i mitska bića u filmu razmatraju prof. dr Sreten Petrović i
dr Danijel Sinani sa Beogradskog Univerziteta i prof. dr Ljubinko Radenković sa
Balkanološkog instituta SANU.

## Pogledajte takođe
- Stari Sloveni - Istorija i tradicija (film)
- Stari Sloveni
- Sloveni
- Božić
- Stara slovenska vera

## Spoljašnje veze
- Starisloveni.com Oficijelna web prezentacija
- Stari Sloveni - Verovanja i običaji Zvanični trailer